# Savo Kostadinovski
Savo Kostadinovski (makedonska: Саво Костадиновски), född 30 maj 1950 i Gorno Botusje, är en makedonsk-tysk författare och översättare.

## Liv och karriär
Savo Kostadinovski föddes i Gorno Botusje,, kommunen Makedonski Brod, i nuvarande Nordmakedonien. Han gick i grundskola i Gorno Botusje och Gostivar och fortsatte sin utbildning i Belgrad och Köln. Han har bott i Tyskland sedan 1971.
Han är författare till dikter för barn och vuxna, noveller, essäer, översättningar och journalistiska texter. Hans verk ingår i antologier och skolböcker i Nordmakedonien. De publiceras på tyska, makedonska, serbiska och rumänska. Han vann priset "Iselenička Gramota" vid Struga Poetry Evenings 1993.
År 2024 inkluderas Savo Kostadinovski i Encyclopedia of the National Diaspora, som redigeras av krönikören Ivan Kalauzović Ivanus.
Han är medlem av Makedoniska författarförbundet, Verbands Deutscher Schriftsteller, Association of Literary Translators of Macedonia och Makedoniska journalistförbundet.